# Hyalina lactea
Hyalina lactea är en snäckart som först beskrevs av Kiener 1841.  Hyalina lactea ingår i släktet Hyalina och familjen Marginellidae. Inga underarter finns listade i Catalogue of Life.